# Damir Črnčec
Damir Črnčec, kolumnist, strokovnjak za varnostna vprašanja, visokošolski učitelj in civilnodružbeni aktivist, * 19. junij 1973, Maribor.

## Poklicna kariera
Damir Črnčec je začel svojo poklicno kariero kot slovenski častnik po končani Šoli za častnike vojnih enot in Šoli za častnike Slovenske vojske.
Leta 1999 je s 26 leti postal najmlajši poveljnik kontingenta Slovenske vojske v tujini in poveljnik prve enote Slovenske vojske, ki je v tujini prejela bojni prapor. Prevzel je vodenje 5. kontingenta Slovenske vojske v mirovni operaciji Organizacije združenih narodov na Cipru (UNFICYP).
Leta 2005 je postal direktor Obveščevalno varnostne službe Ministrstva za obrambo (OVS) . Leta 2010 mu je takratna vlada potrdila drugi petletni mandat na čelu OVS. V njegovem mandatu je OVS v Sloveniji med drugim gostila srečanje direktorjev obrambnih obveščevalno-varnostnih služb Nata. 
Februarja 2012 ga je vlada Janeza Janše imenovala za direktorja Slovenske obveščevalno-varnostne agencije (SOVA).  Med njegovim vodenjem je v javnosti odmevala afera z zaposlovanjem vidnih članov Slovenske demokratske stranke in kreiranjem politično-nazorskih vplivnih skupin znotraj agencije. Z mesta direktorja je odstopil marca 2013, tri dni po predaji nezakonito hranjenega arhiva komunistične tajne policije – Službe državne varnosti Arhivu Republike Slovenije. V tem obdobju je bil nacionalni protiteroristični koordinator ter vodja sekretariata Sveta za nacionalno varnost RS.
Med marcem 2015 in junijem 2016 je bil svetovalec za obrambno politiko in javno diplomacijo ministra za obrambo Črne gore. Ministrici za obrambo je svetoval pri aktivnostih, ki so bile ključnega pomena za odločitev Nata k povabilu Črne gore k zavezništvu 2. decembra 2015 in podpisu pridružitvenega protokola o pristopu Črne gore k Natu 19. maja 2016. Prav tako je v času njegovega mandata Slovenija 8. junija 2016 ratificirala pridružitveni protokol k zvezi NATO.
Od marca 2013 do februarja 2015 in  do septembra 2018 je bil svetovalec načelnika Generalštaba Slovenske vojske za obrambno politiko.
Septembra 2018 je bil imenovan za državnega sekretarja v kabinetu predsednika vlade Marjana Šarca, odgovoren za področje nacionalne varnosti. Njegovo imenovanje je sprožilo javno nasprotovanje zaradi Črnčečevih stališč o migrantih.
Februarja 2025 se je pridružil SDH kot pomočnik predsednika uprave za področje korporativne varnosti.

## Akademska kariera
Damir Črnčec je izredni profesor za področje nacionalne in mednarodne varnosti ter obveščevalne dejavnosti  na Fakulteti za državne in evropske študije. Od oktobra 2016 do septembra 2017 pa je bil dekan na zgoraj navedeni fakulteti . 
Na fakulteti je dolgoletni predstojnik Katedre za nacionalne in mednarodne varnostne študije.
Doktoriral je iz politoloških znanosti na Fakulteti za družbene vede Univerze v Ljubljani. 
Na številnih strokovnih usposabljanjih doma in v tujini je sodeloval kot udeleženec, nastopajoči ali kot gostujoči predavatelj, med drugim tudi na usposabljanjih s področja mednarodne in nacionalne varnosti v Evropskem centru za varnostne študije George C. Marshall, na Univerzi Harvard  , Nacionalni obveščevalni univerzi  in Univerzi Donja Gorica.
Je avtor ali soavtor številnih strokovnih in znanstvenih člankov, referatov ter znanstvenih monografij (Obveščevalna dejavnost v informacijski dobi , Demokratična uprava in tajnost podatkov , Asimetrija in nacionalna varnost ), v katerih obravnava nacionalnovarnostna, geostrateška in geopolitična vprašanja, delo obveščevalno-varnostnih služb, asimetrijo sodobnih konfliktov, biometrijo, terorizem, globalno upravljanje in poslovanje ipd. 
Pri svojem proučevanju posebno pozornost namenja vprašanjem varovanja človekovih pravic in temeljnih svoboščin. Je eden od urednikov revije za človekove pravice Dignitas in član uredniškega sveta znanstveno-strokovne publikacije Sodobni vojaški izzivi ter recenzent različnih znanstvenih publikacij.

## Civilnodružbena angažiranost
Damir Črnčec je predsednik evroatlanskega think-tanka Društvo Evropska Slovenija, ki deluje na področjih, kot so vladavina prava, demokracija, Evropska unija, NATO, človekove pravice in temeljne svoboščine. Je predsednik sveta Inštituta za globalno upravljanje - IGLU, ki se ukvarja z vprašanji dobrega upravljanja, vladavine prava, reformami varnostnih sistemov, demokratizacijo, ipd.
Maja 2014 je Društvo Evropska Slovenija v sodelovanju s številnimi civilnodružbenimi organizacijami na Prešernovem trgu v Ljubljani pred 5.000 ljudmi predstavilo Majniško deklaracijo 2014.
Po napotitvi Janeza Janše na prestajanje zaporne kazni, 20. junija 2014 je postal predsednik Odbora za varstvo človekovih pravic in temeljnih svoboščin - Odbora 2014, ki ga je vodil do 9. septembra 2015. Njegovo agitiranje za vodjo opozicije je bilo sporno v luči dejstva, da je v tem času deloval kot svetovalec načelnika generalštaba Slovenske vojske Dobrana Božiča; slednji je v tem času izgubil položaj, kar so komentatorji povezovali z aktivnostmi Odbora, vendar je Črnčec ostal zaposlen kot svetovalec načelnika tudi pod njegovim naslednikom Andrejem Ostermanom.
Od izbruha evropske begunske krize se izpostavlja tudi z alarmističnimi izjavami o prihajanju priseljencev v Evropo, ki ga primerja s turškimi vpadi.

## Publicistična aktivnost
Damir Črnčec je kolumnist desnosredinskega tednika Reporter. Prispevke je objavljal tudi v Reviji Obramba, Reviji Slovenska vojska, časniku Večer, časniku Vijesti, tedniku Demokracija in v Slovenskem času , mesečni prilogi tednika Družina. 
Na TEDxFDV 2014 je nagovoril mlade s predavanjem z naslovom Moč mladih vodij . Na strateškem forumu 2BS 2015 v Budvi je nastopil kot moderator.
V televizijskih ter radijskih oddajah in prispevkih sodeluje kot aktivist za človekove pravice, civilnodružbeni aktivist ali kot strokovnjak za globalna, geostrateška in geopolitična ter varnostna vprašanja.